# Masoreci
Masoreci (hebr. ‏‎, czyt. baʽalé hammasoráh, „panowie tradycji”) – żydowscy uczeni Tory, którzy między VI a XI wiekiem stworzyli system zapisu samogłosek w alfabecie hebrajskim oraz opracowali oficjalny tekst Biblii hebrajskiej znany jako tekst masorecki. Działalność masoretów była skupiona wokół dwóch głównych szkół masoreckich – babilońskiej i palestyńskiej, różniących się sposobem zapisu znaków samogłoskowych.

## Historia
Alfabet hebrajski, jak większość alfabetów semickich, składa się wyłącznie z liter zapisujących spółgłoski; stałe struktury samogłoskowe języka hebrajskiego jego użytkownicy znają na pamięć. Jednak po 70 roku n.e., kiedy Rzymianie zniszczyli Drugą Świątynię, a większość Żydów znalazła się w diasporze, język hebrajski zaczął wychodzić z codziennego użycia i zanikała znajomość systemu samogłoskowego. Mogło to powodować błędne odczytanie świętego tekstu, stąd brak zapisu samogłosek stał się zagrożeniem dla samego judaizmu, a tym samym dla tożsamości narodowej Żydów. Zapobiec temu zagrożeniu udało się w wyniku kilkusetletniej pracy trzech niezależnych grup kopistów Tory, nazywanych dziś masoretami.
Ogólny termin „masoreci” dla większej precyzji dzieli się często na 3 różne, szczegółowe zajęcia: soferim (z hebr. ci, którzy liczą – kopiści tekstu), nakdanim (z hebr. kropkowacze – wpisywanie samogłosek) oraz masoreci (ściśle ci, którzy dodawali do tekstu masorę). Przy konkretnych manuskryptach te 3 rodzaje pracy mogłyby być dokonywane przez 1, 2 albo nawet 3 różne osoby.
Owe trzy grupy działały między VI a XI wiekiem w Tyberiadzie, Palestynie i Babilonii. Z wypracowanych przez nie systemów jeden – tyberiadzki – przyjął się i jest używany do dziś. Zapis dziś nieużywanych systemów babilońskiego i palestyńskiego przebiegał pierwotnie nad linią spółgłosek, ale pod koniec epoki masoretów oba te ośrodki również przyjęły system tyberiadzki, w którym znaki stawia się pod literami. Duży wpływ na taki wybór miał autorytet Majmonidesa, który zdecydowanie opowiedział się właśnie za metodą tyberiadzką. Pozostałym ośrodkom zabrakło też tak wybitnej postaci jak członek karaimskiej rodziny kopistów z Tyberiady, Aaron ben Mosze ben Aszer, twórca pierwszego zbioru zasad gramatyki hebrajskiej, który nadał ostateczny kształt systemowi tyberiadzkiemu.

## Działalność
Wprowadzanie zmian w świętym tekście było surowo zabronione, dlatego choć masoreci zaznaczyli zarówno samogłoski, jak i akcenty, w sam tekst nie ingerowali nawet w najmniejszym stopniu ograniczając się do uwag marginesowych zwanych masorą. Umożliwił to stworzony przez nich system samogłoskowy składający się tylko ze znaków umieszczanych nad literami i pod nimi. Wszelkie komentarze do pracy soferów i uwagi ortograficzne masoreci zapisywali wyłącznie na marginesach. By zachować tekst w stanie nieskażonym, masoreci policzyli wszystkie litery Tory, by ich liczba zgadzała się w kolejnych kopiach. Dokładność masoretów posunięta była do tego stopnia, że jeśli kopista pomylił choćby jeden znak musiał spalić cały dotychczas zapisany zwój, nawet jeśli zbliżał się już do końca pracy. Dzięki temu dzisiejsze kopie Biblii hebrajskiej w minimalnym stopniu różnią się od oryginału i te używane w XX wieku są niemal identyczne z analogicznymi fragmentami zwojów z Qumran, a rozbieżności są nieistotne dla treści.
Masoreci w szczególny sposób potraktowali też imię Boga – JHWH. Z uwagi na to, że Żydzi nie wymawiali tego imienia i odczytywali zamiast niego Elohim lub Adonai, Masoreci uzupełnili spółgłoski JHWH samogłoskami co dawało w efekcie brzmienie imienia Bożego jako Jehowi, Jahowa lub Jehowa. Imię Boga w tych brzmieniach było powszechnie używane do XX wieku, kiedy badania nad językiem starohebrajskim mające na celu odtworzenie najbardziej prawdopodobnej wymowy wskazały na formę Jahwe, uznawaną przez znaczną większość badaczy.